# The Mothers of Invention
The Mothers of Invention là một ban nhạc rock thành lập tại California. Tác phẩm của họ mang nhiều tính thử nghiệm trong âm nhạc, với những bìa album sáng tạo, và các buổi diễn công phu.
Ban đầu là một nhóm rhythm and blues tên The Soul Giants, các thành viên đầu tiên của ban nhạc là Ray Collins, David Coronado, Ray Hunt, Roy Estrada và Jimmy Carl Black. Frank Zappa sau đó được Collins mời làm tay guitar. Ban nhạc chơi những nhạc phẩm được viết bởi Zappa, được ông đổi tên thành The Mothers vào đúng ngày của Mẹ (và vì một số lý do mà lại bị chuyển thành The Mothers of Invention), và đã có được thành công thương mại nhất định. Nhóm thành lập năm 1964, và bắt đầu trở nên phổ biến trong giới nhạc ngầm California cuối thập niên 1960. Dưới sự lãnh đạo của Zappa, họ đã ký hợp đồng với hãng đĩa jazz Verve Records nhờ kế hoạch đa dạng hóa của hãng. Verve giúp phát hành album đầu tay Freak Out! của ban năm 1966, với thành phần nhân sự gồm Zappa, Collins, Black, Estrada và Elliot Ingber.
Ban nhạc phát hành một loạt những album được ca ngợi nhiệt liệt bởi các nhà phê bình, gồm Absolutely Free, We're Only in It for the Money và Uncle Meat, sau đó bị giải tán bởi Zappa năm 1969. Năm 1970, ông lập nên một phiên bản mới của the Mothers gồm Ian Underwood, Jeff Simmons, George Duke, Aynsley Dunbar, hai ca sĩ Mark Volman và Howard Kaylan (của the Turtles, vì lý do hợp đồng mà phải làm việc dưới tên the Phlorescent Leech & Eddie). Sau đó, Jim Pons, một cựu thành viên khác của the Turles, gia nhập, đội hình này chỉ kéo dài tới 1971, giải tán sau khi Zappa bị thương nặng trong một buổi diễn.
Zappa tập trung hơn vào big-band và orchestral khi điều trị thương tích, và năm 1973, ông lập nền đội hình cuối của the Mothers of Invention, gồm Ralph Humphrey (trống), Sal Marquez (trumpet), George Duke (keyboard/hát), Bruce Fowler (trombone), Tom Fowler (bass), Ruth Underwood (bộ gõ) và Ian Underwood (keyboard/saxophone). Album cuối của nhóm, Bongo Fury (1975), có sự góp mặt của tay guitar Denny Walley và tay trống Terry Bozzio, người tiếp tục có mặt trong các nhạc phẩm solo của Zappa.

## Thành viên
| - Frank Zappa - guitar, hát (1964-1969, 1970-1971, 1973-1975; mất 1993) - Roy Estrada - bass, guitarrón (1964-1969, 1975-đầu 1976) - Jimmy Carl Black - trống (1964-1969; mất 2008) - Ray Collins - hát, percussion (1964-đầu 1967, tháng 9 năm 1967-tháng 8 năm 1968; mất 2012) - David Coronado - saxophone (1964) - Van Dyke Parks - keyboard (1965) - Henry Vestine - guitar (giữa 1965-đầu 1966; mất 1997) - Elliot Ingber - guitar (đầu 1966-tháng 9 năm 1966) - Euclid James Motorhead Sherwood - soprano/baritone saxophone, tambourine (1966, tháng 9 năm 1967-tháng 8 năm 1969; mất 2011) - Jim Fielder - guitar, piano (cuối 1966-tháng 2 năm 1967) - Don Preston - keyboard (tháng 11 năm 1966-tháng 8 năm 1969, tháng 6 năm 1971-tháng 12 năm 1971) - John Leon "Bunk" Gardner - woodwind (tháng 11 năm 1966-tháng 8 năm 1969) - Billy Mundi - trống (tháng 11 năm 1966-tháng 12 năm 1967; mất 2014) - Ian Underwood - rhythm guitar, keyboard, woodwind, flute, clarinet, alto/tenor saxophone (tháng 7 năm 1967-tháng 8 năm 1969, 1970-1971, tháng 2 năm 1973-tháng 9 năm 1973) - Art Tripp - trống, timpani, vibes, marimba, xylophone, wood blocks, bells, small chimes (tháng 12 năm 1967-tháng 8 năm 1969) - Lowell George - rhythm guitar (tháng 11 năm 1968-tháng 5 năm 1969; mất 1979) - Charles "Buzz" Guarnera - trumpet, flugelhorn (tháng 11 năm 1968-tháng 8 năm 1969; mất 2004) | - Aynsley Dunbar - trống (1970-1971) - Mark Volman ("Flo", "The Phlorescent Leach") - hát (1970-1971) - Howard Kaylan - ("Eddie") hát (1970-1971) - Jeff Simmons - bass, hát (1970-tháng 1 năm 1971, tháng 12 năm 1973-tháng 7 năm 1974) - George Duke - organ (tháng 5 năm 1970-tháng 12 năm 1970, 1973, tháng 12 năm 1974, tháng 4-5 1975; mất 2013) - Jim Pons - bass (tháng 2 năm 1971-tháng 12 năm 1971) - Bob Harris - keyboards (tháng 5 năm 1971– tháng 8 năm 1971; mất 1993) - Ralph Humphrey - trống (đầu 1973-tháng 5 năm 1974) - Jean-Luc Ponty - violin (tháng 2-tháng 8 năm 1973) - Sal Marquez - trumpet, hát (tháng 3 năm 1973-tháng 7 năm 1973) - Tom Fowler - bass (1973-tháng 5 năm 1975) - Ruth Underwood - marimba, vibes, percussion (1973-tháng 12 năm 1974) - Bruce Fowler - trombone (1973-tháng 5 năm 1974, tháng 4-5 1975) - Napoleon Murphy Brock - flute, tenor saxophone, hát (tháng 10 năm 1973-tháng 5 năm 1975) - Chester Thompson - trống (tháng 10 năm 1973- tháng 12 năm 1974) - Terry Bozzio - trống (tháng 4 năm 1975-tháng 5 năm 1975) - Denny Walley - slide guitar, hát (tháng 4 năm 1975- tháng 5 năm 1975) - Ricky Lancelotti - hát (tháng 11 năm 1972-tháng 3 năm 1973; mất 1980) - Norma Jean Bell - sax, hát (tháng 11-tháng 12 năm 1975) - Novi Novog - viola (tháng 9-tháng 12 năm 1975) |

## Đĩa nhạc
| - Freak Out! (1966) - Absolutely Free (1967) - We're Only in It for the Money (1968) - Cruising with Ruben & the Jets (1968) - Mothermania - The Best Of The Mothers (1969) - Uncle Meat (1969) - Burnt Weeny Sandwich (1970) - Weasels Ripped My Flesh (1970) - Fillmore East - June 1971 (1971) - 200 Motels (1971) - Just Another Band from L.A. (1972) - The Grand Wazoo (1972) | - Over-Nite Sensation (1973) - Roxy & Elsewhere (1974) - One Size Fits All (1975) - Bongo Fury (1975) - You Can't Do That on Stage Anymore, Vol. 2 - The Helsinki Concert (1988, recorded 1974) - You Can't Do That on Stage Anymore, Vol. 5 (1992, recorded 1966-69) - Playground Psychotics (1992, recorded 1970-71) - Ahead of Their Time (1993, recorded 1968) - Joe's Corsage (2004, recorded 1964-65) - Carnegie Hall (2011, recorded 1971) - Road Tapes, Venue#1 (2012, recorded 1968) |